# Euproctis curvata
Euproctis curvata är en fjärilsart som beskrevs av Alfred Ernest Wileman 1911. Euproctis curvata ingår i släktet Euproctis och familjen tofsspinnare. Inga underarter finns listade i Catalogue of Life.